# Claude Miller
Claude Miller (ur. 20 lutego 1942 w Paryżu, zm. 4 kwietnia 2014 tamże) – francuski reżyser, scenarzysta i producent filmowy.

## Życiorys
Claude Miller był synem Léona i Olgi Miller. Studiował w Institut des hautes études cinématographiques w Paryżu. Po ukończeniu nauki pracował jako kierownik produkcji i asystent reżysera François Truffauta, który miał duży wpływ na jego wizję artystyczną, a jego filmy często porównane są do tych, które zrealizował Truffaut.
Kilka filmów Millera opartych jest na powieściach takich pisarzy, jak Patricia Highsmith (Powiedz, że ją kocham), czy
Ruth Rendell (Betty Fisher i inne historie), czy John Wainwright (Przesłuchanie w noc sylwestrową). Otrzymał 16 nominacji do prestiżowej nagrody Cezara, przyznawanej przez francuską Akademię Sztuki i Techniki Filmowej. W 1981 otrzymał Cezara za najlepszy scenariusz do filmu Przesłuchanie w noc sylwestrową. W 1998 zdobył Nagrodę Jury na 51. MFF w Cannes za film Zimowe wakacje.
Zasiadał w jury konkursu głównego na 55. MFF w Cannes (2002).

## Nagrody
- MFF w Montrealu 1981
- Cezar 1982
- Syndicat français de la critique de cinéma et des films de télévision 1982
- SACD Awards 1984
- Prix Louis-Delluc 1985
- Syndicat français de la critique de cinéma et des films de télévision 1989
- MFF w Stambule 1993
- 51. MFF w Cannes 1998
- 50. MFF w Berlinie 2000
- MFF w Montrealu 2001
- Festival des créations télévisuelles de Luchon 2002
- Festiwal Filmowy w Montrealu 2007
- Festa del Cinema di Roma 2011
- SACD Awards 2012

## Filmografia

### Reżyser
- 1967: Juliet dans Paris
- 1969: La Question ordinaire
- 1971: Camille ou la comédie catastrophique
- 1976: La meilleure façon de marcher
- 1977: Powiedz, że ją kocham, tyt. oryg. Dites-lui que je l’aime
- 1981: Przesłuchanie w noc sylwestrową, tyt. oryg. Garde à vue
- 1983: Śmiertelny wyścig, tyt. oryg. Mortelle randonnée
- 1985: Złośnica, tyt. oryg. L’Effrontée
- 1988: Mała złodziejka, tyt. oryg. La Petite Voleuse
- 1992: Akompaniatorka, tyt. oryg. L’Accompagnatrice
- 1994: Le Sourire
- 1998: Zimowe wakacje, tyt. oryg. La Classe de neige
- 2000: Pokój wróżek, tyt. oryg. La Chambre des magiciennes
- 2001: Betty Fisher i inne historie, tyt. oryg. Betty Fisher et autres histoires
- 2003: Mała Lili, tyt. oryg. La Petite Lili
- 2007: Tajemnica, tyt. oryg. Un secret
- 2009: Marching Band
- 2009: Je suis heureux que ma mère soit vivante
- 2010: Voyez comme ils dansent
- 2012: Teresa Desqueyroux, tyt. oryg. Thérèse Desqueyroux

### Producent
- 1990 Ravissements
- 1991 Pensées et visions d’une tête coupée
- 1991 La philosophie dans le boudoir
- 1994 Le Sourire